# Mychajlo Polos

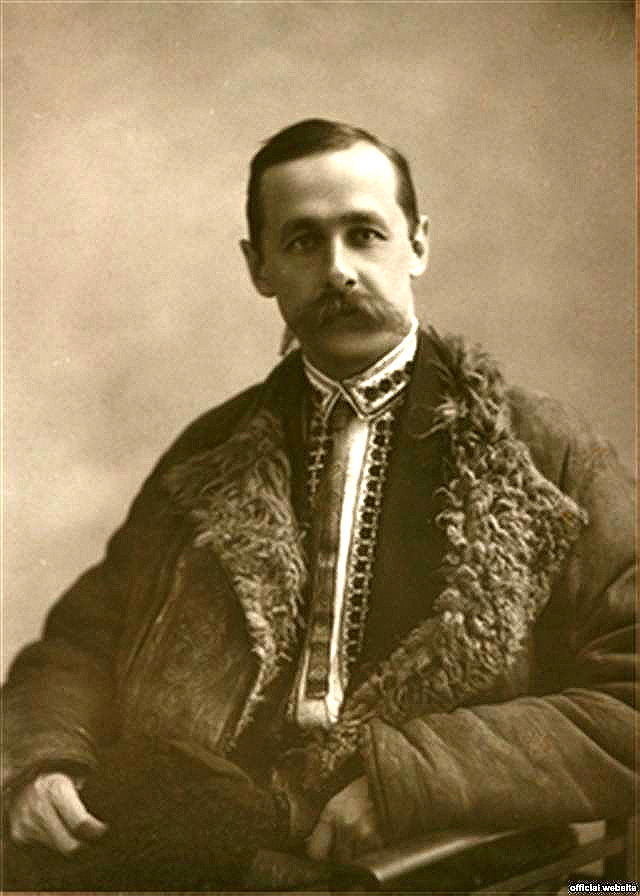
Mychajlo Polos (1922)

Mychajlo Mykolajowytsch Polos (ukrainisch Михайло Миколайович Полоз, * 23. Dezember 1891 in Charkiw; † 3. November 1937 in Sandarmoch) war ein sowjetisch-ukrainischer Politiker, Diplomat und Kampfpilot.

## Biografie
Sein Vater war adliger Abstammung und Angestellter der Verbrauchsteuerbehörde. Polos studierte in Moskau von 1910 bis 1912 an der A. Schanjawski Volksuniversität und von 1912 bis 1915 an der Petrowsker Landwirtschaftsakademie. Als Mitglied des ukrainischen Ablegers der Partei der Sozialrevolutionäre wurde er mehrmals wegen politischer Aktivitäten verhaftet. Während des Ersten Weltkrieges absolvierte er 1915 eine Pilotenschule und kämpfte als Kampfpilot an der rumänischen Front. 1917 wurde er zum Mitglied der Zentralna Rada und des ukrainischen Militärgeneralkomitees gewählt und war Teil der ukrainischen Delegation bei den Verhandlungen des Friedensvertrags von Brest-Litowsk.
Nach der Spaltung der Sowjetukraine im Mai 1918 wurde er zum Mitglied des Zentralkomitees der linksnationalistischen Partei der Borotbisten gewählt. Während Pawlo Skoropadskyjs Regierungszeit befand Polos sich im Untergrund. 1920 fusionierten die Borotbisten mit der Kommunistischen Partei der Ukraine. Von 1921 bis 1923 war er bevollmächtigter Vertreter der Ukrainischen Sozialistischen Sowjetrepublik (USSR) in Moskau. Er war gegen die Unterzeichnung des Unionsvertrags und befürwortete die Unabhängigkeit der Haushalte der Republiken innerhalb der Sowjetunion. Von 1923 bis 1925 war er Leiter des staatlichen Planungskomitees der USSR. Von 1926 bis 1931 war er Volkskommissar für Finanzen der USSR. Ab 1927 leitete er ehrenamtlich das ukrainische Komitee zum Schutz von Naturdenkmälern. Er leistete einen Beitrag zur Entwicklung des Umweltschutzes in der Ukraine und durch ihn entstanden mehrere Reservate, darunter Askanija-Nowa und Sofijiwka. Von 1930 bis 1934 war er stellvertretender Vorsitzender der Haushaltskommission des Zentralen Exekutivkomitees der Sowjetunion.
Am 12. Januar 1934 wurde er verhaftet und am 4. Juni desselben Jahres in einem Gerichtsprozess, in dem ihm Verbindungen zur Ukrainischen Militärischen Organisation vorgeworfen wurden, zu 10 Jahren im Gulag verurteilt. Am 9. Oktober 1937 wurde er per Beschluss einer Sondertroika zum Tode verurteilt. 1957 wurde er rehabilitiert.